# Сан-Висенти-Феррер (Мараньян)

Сан-Висенти-Феррер на карте штата.

Сан-Висенти-Феррер (порт. São Vicente Ferrer) — муниципалитет в Бразилии, входит в штат Мараньян. Составная часть мезорегиона Север штата Мараньян. Входит в экономико-статистический микрорегион Байшада-Мараньенси. Население составляет 20 863 человека на 2010 год. Занимает площадь 381,024 км². Плотность населения — 54,76 чел./км². Праздник города — 27 августа.

## Демография
Согласно сведениям, собранным в ходе переписи 2010 г. Национальным институтом географии и статистики (IBGE), население муниципалитета составляет:
| Полное население                               | Полное население                               | Полное население                               | Полное население                               | 20 863 |
| ---------------------------------------------- | ---------------------------------------------- | ---------------------------------------------- | ---------------------------------------------- | ------ |
| в том числе:                                   | Городское население                            | 5431                                           | Процент городского населения, %                | 26,03  |
|                                                | Сельское население                             | 15 432                                         | Процент сельского населения, %                 | 73,97  |
|                                                | Мужское население                              | 10 580                                         | Процент мужского населения, %                  | 50,71  |
|                                                | Женское население                              | 10 283                                         | Процент женского населения, %                  | 49,29  |
| Плотность населения, чел/км²                   | Плотность населения, чел/км²                   | Плотность населения, чел/км²                   | Плотность населения, чел/км²                   | 54,76  |
| Население муниципалитета в % к населению штата | Население муниципалитета в % к населению штата | Население муниципалитета в % к населению штата | Население муниципалитета в % к населению штата | 0,32   |

По данным оценки 2016 года, население муниципалитета составляет 20 678 жителей.

## Статистика
- Валовой внутренний продукт на 2003 год составляет 17 881 289,00 реалов (данные: Бразильский институт географии и статистики).
- Валовой внутренний продукт на душу населения на 2003 год составляет 930,40 реалов (данные: Бразильский институт географии и статистики).
- Индекс развития человеческого потенциала на 2000 год составляет 0,571 (данные: Программа развития ООН).